# Huntington County
Huntington County je okres amerického státu Indiana založený v roce 1832. Správním střediskem je město Huntington. Okres je pojmenovaný podle amerického politika Samuela Huntingtona, který byl jedním ze signatářů Deklarace nezávislosti Spojených států amerických a Článků Konfederace a trvalé unie.

## Sousední okresy
| Růžice kompasu |               | Whitley County    | Allen County | Růžice kompasu |
| Růžice kompasu | Wabash County | Sever             | Wells County | Růžice kompasu |
| Růžice kompasu | Wabash County | Huntington County | Wells County | Růžice kompasu |
| Růžice kompasu | Wabash County | Jih               | Wells County | Růžice kompasu |
| Růžice kompasu | Grant County  |                   |              | Růžice kompasu |